# STAM2
STAM2‏ (Signal transducing adaptor molecule 2) هوَ بروتين يُشَفر بواسطة جين STAM2 في الإنسان.